# Phaeophilacris villiersi
Phaeophilacris villiersi är en insektsart som beskrevs av Lucien Chopard 1957. Phaeophilacris villiersi ingår i släktet Phaeophilacris och familjen syrsor. Inga underarter finns listade i Catalogue of Life.